# Zelomorpha parvarga
Zelomorpha parvarga is een insect dat behoort tot de orde vliesvleugeligen (Hymenoptera) en de familie van de schildwespen (Braconidae). De wetenschappelijke naam van de soort werd voor het eerst geldig gepubliceerd door Gupta & Bhat in 1972.